# Август Саксен-Мерзебург-Цёрбигский
Август Саксен-Мерзебург-Цёрбигский (нем. August von Sachsen-Merseburg-Zörbig, 15 февраля 1655 — 27 марта 1715) — герцог Саксен-Мерзебург-Цёрбигский.

## Биография
Август был третьим ребёнком (вторым из выживших) Саксен-Мерзебургского герцога Кристиана I и его жены Кристианы Шлезвиг-Гольштейн-Зондербург-Глюксбургской. Перед смертью герцог Кристиан выделил каждому из своих сыновей небольшие земельные владения, однако право собственности над ними оставалось у главной саксен-мерзебургской линии, поэтому власть новых герцогов была сильно ограниченной. Августу достался город Цёрбиг.
Вскоре после вступления во владения Август перенёс свою резиденцию в Альт-Штаргард, полученный от тестя в качестве приданого. Деятельность Августа привела к восстановлению региона, разрушенного Тридцатилетней войной. С 1694 года Август начал перестройку замка Цёрбиг, но не успел завершить её до своей смерти.
Так как после смерти Августа у него не осталось наследников мужского пола, то его владения были возвращены главной Саксен-Мерзебургской ветви. Вдове Гедвиге и дочери Каролине был оставлен замок Цёрбиг.

## Семья и дети
1 декабря 1686 года Август женился в Гюстрове на Гедвиге Мекленбург-Гюстровской, дочери Густава Адольфа Мекленбургского. У них было восемь детей:
- Кристиана Магдалина (1687—1689)
- мертворождённая дочь (1689)
- Каролина Августа (1691—1743)
- Гедвига Элеонора (1693—1693)
- Густав Фридрих (1694—1695)
- Август (1696—1696)
- мертворождённые близнецы (1707)